# Forse eri tu l'amore
Forse eri tu l'amore  è un film del 1940 diretto da Gennaro Righelli.

## Produzione
La pellicola prodotta da Giorgio Carini fu girata negli studi di Cinecittà.